# Riera de Blanes
La riera de Blanes, o de Valdoric, atraviesa el término y la villa de Blanes (la Selva) para desembocar en el mar cerca de la roca o tombolo de Sa Palomera (continuada por Sa Palomereta), que separa la bahía de Blanes de la playa de s'Abanell.

## Espacio de interés natural
El tramo de la riera a la entrada del pueblo, entre ca n'Illes y la carretera de la cala de Sant Francesc, está incluido en el Catálogo de espacios de interés natural y paisajístico de la Costa brava, ocupando una superficie de 1,90 ha. Presenta una pequeña área de verneda, siendo considerada la última área de verneda al sur del sector litoral gerundense. Más al sur, en el Maresme y en el
Barcelonés, el aliso permanece desaparecido. En el tramo final se encuentra el bosque de ribera típico de los cursos fluviales de la comarca de la Selva. Al inicio de la zona, aguas arriba, encontramos un bosque mixto y "canyissar".